# 我々は5分後に爆撃を開始する

ラジオ演説中のレーガン（1984年8月11日）

「我々は5分後に爆撃を開始する」（われわれはごふんごにばくげきをかいしする、英語: We begin bombing in five minutes）とは、1984年8月11日に第40代アメリカ合衆国大統領ロナルド・レーガンがラジオ放送の際に発したソビエト連邦に関するブラックジョークである。米ソ関係が悪化していた時期の発言であったこともあいまって国内外からの反応と批判を呼び起こした。

## 背景
冷戦期の当時、アメリカとソビエト連邦の関係は悪化していた。前年の1983年、レーガンはソ連を「悪の帝国」と非難し、欧州中距離核戦力削減交渉など、米ソ間で行われていた各種の軍縮交渉は中断した。1984年に入るとレーガンはその年の大統領選挙への出馬を表明、前後して行った対ソ連政策に関する演説ではやや対抗姿勢を緩めたものの、ソ連側は「ハト派を装ったまやかし」と演説を批判し、その後も機会をとらえてはレーガンを非難した。レーガンの発言はこうした対立の最中の出来事であった。

## 発言
1984年8月11日、レーガンはナショナル・パブリック・ラジオで毎週土曜日に放送されている大統領定例演説の準備に取り掛かっていた。本番前のサウンドチェックの際、レーガンは技術者らが聞いている中で次のようなジョークを語った。
我が親愛なるアメリカ国民の皆様、皆様にこれを伝えられる事を喜ばしく思います。私は今しがたロシアを永遠に非合法化する法案に署名しました。我々は5分後に爆撃を開始します。

My fellow Americans, I'm pleased to tell you today that I've signed legislation that will outlaw Russia forever.  We begin bombing in five minutes.
これは当日用意されていた演説原稿の冒頭のパロディであった。
我が親愛なるアメリカ国民の皆様、皆様にこれを伝えられる事を喜ばしく思います。私は本日、学生宗教グループがこれまであまりにも長きに渡り禁じられてきた権利を享受できるようにする為の法案に署名しました。その他の学生グループが認められているのと同様、彼らは公立高校でも授業時間外には自由に集会を行えるようになります。

My fellow Americans, I'm pleased to tell you that today I signed legislation that will allow student religious groups to begin enjoying a right they've too long been denied — the freedom to meet in public high schools during nonschool hours, just as other student groups are allowed to do.''
レーガンは1982年にもサウンドチェック中にポーランドの軍事政権を貶める発言を行って物議を醸したことがあった。その後ホワイトハウスと報道各社との合意により、本番前のオフレコ発言は公表しないこととされていた。このため、発言を受信した放送局の多くはあえてこれを公にはしなかったが、ガネットなどの報道により発言内容が伝わり、13日夜にはテレビで放送され、公に知られることとなった。

## 反応
8月14日にはソ連でもこの発言がテレビニュースで報道され、レーガンに対する否定的反応を呼び起こした。15日にはプラウダやコムソモリスカヤ・プラウダでも取り上げられ、タス通信も抗議声明を流した。東欧各国も一部を除いてこれに追随した。17日にはオビニコフソ連次席国連大使がデ・クエヤル国連事務総長に総会でこの件を取り上げるよう要請した。アメリカ国務省はソ連の反応を曲解だとして反論した。
こうした表面的なやり取りとは別に、発言は軍事的な緊張も巻き起こした。1984年10月、日本の読売新聞は、発言がソ連でも報道された翌日にあたる8月15日、ソ連太平洋艦隊司令部のあるウラジオストクから、特殊部隊旅団司令部のあるウスリースクに向けて「これから米軍と戦闘状態に入る」という内容の暗号電報が流れたが、30分後に取り消された、と報じた。日本の報道を受けてマイケル・バーンズ下院議員のある補佐官が確認したところ、ペンタゴンでも警報を察知していたという。なお米軍は最初の暗号電報傍受から10分後には、電報は誤送信もしくは攪乱目的で発信されたものと結論付けており、事態がそれ以上緊迫化することはなかった。
この発言を元に、ロックバンド「トーキング・ヘッズ」のメンバー、ジェリー・ハリスンはブーツィー・コリンズらと組み、Bonzo Goes to Washingtonの名義で『Five Minutes』という曲を発表した。レーガンの冗談を趣味の悪いものととらえたハリスンは、発言の録音音声を加工して曲を制作した。グループ名はレーガンが俳優時代に出演した映画『Bedtime for Bonzo』(1951)にちなんだもので、Bonzoは映画ではレーガン演じる教授が世話をするチンパンジーの名である。ハリスンは曲を大統領選挙前にリリースしようとしたが、大手レコード会社では困難だったため、マイナーレーベルを探して1984年10月にリリースした。

## 再発
事件後、収録の際にマイクの状態を示す赤ランプが取り付けられたが、レーガンの失言はその後も続いた。
1985年、トランス・ワールド航空847便テロ事件の人質解放のニュースを受けた演説の際、レーガンはマイクテスト中にその年に公開されたアメリカ映画『ランボー/怒りの脱出』に触れ、次に同じことが起きたらどうすればいいか分かった、と冗談を言った。
この発言も報道され、タス通信はレーガンが暴力的なアメリカ映画の主人公を持ち出したことを批判した。大統領側はオフレコのはずのマイクテスト中の発言が毎回報道されてしまうことに業を煮やし、演説の音源はホワイトハウス側が報道機関に提供するよう制度を改めた。
1986年には、記者会見終了後に呟いた「こんちくしょう（"sons of bitches"）」という発言をマイクに拾われ、物議を醸した。